# Kansas (Illinois)
Kansas – wieś w Stanach Zjednoczonych, w stanie Illinois, w hrabstwie Edgar.